# Zutphen (cráter)
Zutphen es un cráter de impacto del planeta Marte situado al oeste del cráter Galdakao y al noroeste de Gusev, a  14.0° sur y 185.8º este. El impacto causó un boquete de 38 kilómetros de diámetro. El nombre fue aprobado en 2003 por la Unión Astronómica Internacional, haciendo referencia a la ciudad homónima de Gelderland, Holanda.